# Calyptronotum confusum
Calyptronotum confusum är en fjärilsart som beskrevs av Walter Karl Johann Roepke 1944. Calyptronotum confusum ingår i släktet Calyptronotum och familjen tandspinnare. Inga underarter finns listade i Catalogue of Life.